# Andre Agassi
Andre Kirk Agassi (Las Vegas, Nevada, 1970. április 29. –) amerikai profi teniszező, 2011 óta az International Tennis Hall of Fame, a Teniszhírességek Csarnoka tagja. Vezette a világranglistát, nyolcszor nyert Grand Slam-tornát egyesben. Egyike annak a hét teniszezőnek, akik pályafutásuk során megnyerték mind a négy Grand Slam-tornát – közülük csak Rod Laver, Roger Federer, Rafael Nadal, Novak Đoković és ő volt erre az ún. „open era” alatt képes. Megnyerte a Tennis Masters Cup döntőjét, a Davis-kupát és az olimpiai bajnoki címet is. Pályafutása során 17 ATP Masters Series tornát nyert, többet, mint addig bárki. 

1997 és 1999 között a színésznő Brooke Shields volt a felesége. 2001-ben feleségül vette Steffi Grafot, két gyermekük van, Jaden Gil és Jaz Elle.

2006. június 24-én Agassi bejelentette, hogy a 2006-os US Open lesz az utolsó versenye. Utolsó profi mérkőzését Benjamin Becker ellen játszotta, 2006. szeptember 3-án, amivel lezárta 20 éves karrierjét.

## Családi háttér és első évek
Agassi 1970. április 29-én született, Las Vegasban. Édesapja, Emmanuel "Mike" Agassi Iránban látta meg a napvilágot, származását illetően pedig örmény és asszír. Az 1948-as és az 1952-es nyári olimpián bokszolóként képviselte Iránt. Ezt követően emigrált az Egyesült Államokba. Szerette volna, ha valamelyik gyereke egyszer megnyeri mind a négy Grand Slam-tornát. Andrét többek között oly módon terelte ebbe az irányba, hogy már a kiságya fölé is teniszlabdákat akasztott, ezzel is fejlesztve a látási képességeit. Andre 5 évesen már elmondhatta magáról, hogy profikkal is edzett, többek között Jimmy Connorsszal és Roscoe Tannerrel. Mike Agassi nagyon szigorú, gyakran zsarnoki módon irányította fia fejlődését. 14 évesen beíratta Nick Bollettieri teniszakadémiájára, Floridába. Eredetileg Andre csak 8 hétig maradhatott volna ott, mert többet az apja nem engedhetett volna meg magának. De Bollettieri – miután 10 percig figyelte az ütögetését – úgy döntött, ingyen vállalja.
Agassi nem volt boldog a teniszakadémián. Nemsokára lázadni kezdett, sört ivott, hajigálta az ütőjét, alternatív frizurát vágatott. Apja bosszantására egy tenisztornán feltépett nadrágban, rózsaszínre rúzsozott szájjal, kifestett körmökkel jelent meg. Az akadémián egy év alatt nemtörődöm és depresszív hangulatba süllyedt. Végül Bollettieri megelégelte ezt, és elküldte. Edzőjének arra a kérdésére, hogy mit akar tulajdonképpen, Agassi ezt válaszolta: elmenni innen, és profi teniszezővé válni.

## Pályafutása

### 1986–1994: „Image is everything”
1986-ban, 16 évesen kezdte profi karrierjét. Első tornáján, Kaliforniában megverte John Austint (6-4, 6-2), de Mats Wilander a második körben búcsúztatta. Év végére már a világranglista 91. helyén állt. Mindjárt a második évben, Itaparicában meg is nyert egy tornát. A következő évben 6 további tornát sikerült nyernie, amivel 1988 decemberére, 43 tornán való részvétel után több mint 2 millió dolláros keresetet tudhatott magáénak. Ő érte el legrövidebb idő alatt a 2 millió dolláros határt a teniszezők közül, az után, hogy mindössze 43 tornán vett részt. Év végén már a világranglista 3. helyén állt, Mats Wilander és Ivan Lendl mögött.
Kezdetben a megjelenése „lázadó” volt. Hosszú hajat növesztett, fülbevalót hordott, és a tenisz hagyományosan szigorú öltözködési szokásait is feszegette színes polóival.
Viszont meggyőző tenisztudása alapján már ekkor sokan látták benne a későbbi Grand Slam-győztes játékost. Már 1988-ban, tizenévesként bejutott a Roland Garros és a US Open elődöntőjébe is, 1989-ben pedig újra a négy között volt az amerikai nyílt bajnokságon. 

Karrierje első 8 évében nem indult az ausztrál nyílt bajnokságon, mely később a legsikeresebb Grand Slam-tornája lett. 1987-ben játszott először Wimbledonban, ahol már az első fordulóban kiesett H. Leconte ellen (6-2, 6-1, 6-2). 1988 és 1990 között nem állt rajthoz Londonban, mert azt mondta, hogy a torna tradicionális volta, különösen öltözködési szabályok (tiszta fehérben kell játszani) nem tetszenek neki. Az akkori szakértők inkább azt gondolták, hogy az erőteljes alapvonaljátékának nem kedveztek a wimbledoni körülmények, ezért nem indult.
Az 1990-es évek elején Agassi még több nagy tornán elvérzett a döntőben. 1990-ben bejutott élete első döntőjébe a Roland Garroson, de kikapott a veterán, ecuadori  Andrés Gómeztől (3–6, 6–2, 4–6, 4–6). Az első Grand Slam-döntőt hamar követte a második a US Openen, s bár Agassi örült, hogy John McEnroe vagy Ivan Lendl helyett egy hasonló tinédzser sztárral, Pete Samprasszel kell játszania, simán kikapott (4–6, 3–6, 2–6). Ez a meccs már előrevetítette Agassi és Sampras későbbi rivalizálását, amely meghatározta az 1990-es évek férfi teniszét. 

 Bár az évet mégis jól zárta a Frankfurtban zajló világbajnokság megnyerésével (az akkori világelső Edberget verte meg a döntőben), majd győzelemmel járult hozzá az USA Davis-kupa-sikeréhez Ausztrália ellen, amerikai földön. Ez volt az amerikai csapat első győzelme nyolc év után.
1991-ben ismét bejutott a francia nyílt bajnokság döntőjébe, ahol Bolletieri egy másik korábbi tanítványa, Jim Courier verte meg egy drámai, ötjátszmás mérkőzésen (6-3, 4–6, 6–2, 1–6, 4-6). A Las Vegas-i játszma és 3-1-es előnyénél eleredt az eső. Ahogy az önéletrajzi könyvében (Open) elmondja, nagyon rosszul érezte magát az esőszünetben. Arra számított, hogy edzője megdícséri, vagy tanácsokkal fogja ellátni, de még oda sem ment hozzá. Ezzel szemben Courier edzője, José Higueras, máshogy viselkedett, aminek meg lett az eredménye. Korábbi álláspontjával ellentétben Agassi 1991-ben mégis elindult Wimbledonban. A torna előtt a média hetekig találgatta, vajon milyen öltözékben fog játszani, de végül a szokásoknak megfelelően teljesen fehérben lépett pályára és a negyeddöntőig menetelt, ahol a szintén amerikai David Wheaton verte meg 5 játszmában.
Sokak meglepetésére első Grand Slam-győzelmét végül Wimbledonban aratta, 1992-ben. A horvát Goran Ivaniševićet győzte le a döntőben egy szoros, ötjátszmás mérkőzésen (6–7, 6–4, 6–4, 1–6, 6–4). A döntőbe vezető út során két korábbi wimbledoni bajnokot is legyőzött, Boris Beckert és John McEnroe-t. Legközelebb 2002-ben tudott alapvonal-játékos Wimbledonban nyerni, nevezetesen Lleyton Hewitt, de ekkor a fű már magasabb volt, s ennek köszönhetően lassabb is. 

A Davis-kupában Agassi újra a győztes amerikai csapat tagja volt, akik három éven belül (1990–1992) már másodszor nyertek, ezúttal Svájc ellen, szintén hazai pályán.
1993-ban aratta karrierje egyetlen páros tornagyőzelmét: Petr Kordával párban megnyerte a Cincinnati Masterst. Ezt leszámítva nem voltak nagy eredményei, az év nagy részében sérüléssel bajlódott, kevés tornán vett részt, a nagyobb tornákon csak küszködött. Az Ausztrál Openen elvből nem indult, de ebben az évben a Roland Garroson sem vett részt, Wimbledonban pedig a negyeddöntőben esett ki. A Masters-tornák közül csak az év első felében megrendezett négy amerikain vett részt, legjobb eredménye egy elődöntő volt a Cincinnati Mastersen. Miután a US Openen az első körben búcsúzott, év végén kénytelen volt megműttetni a csuklóját.
(~> összes meccse: 1986,
'87,
'88,
'89,
'90,
'91,
'92,
'93)

### 1994–1997: Rivalizálás és sérülés
1994-ben, csuklósérüléséből felépülve elég nehezen rázódott újra bele a versenyzésbe. A Roland Garroson és Wimbledonban nem jutott túl az első körökön (a Roland Garroson 2. körben, Wimbledonban a 4. körben esett ki). A kemény pályás szezonra viszont újra a régi volt: megnyerte a Canada Masterst, majd életében először a hazai US Opent is (döntő: a német Michael Stich ellen, 6-1, 7-6, 7-5). Ő volt az első versenyző, aki nem kiemeltként tudott diadalmaskodni ezen a tornán.
1995-ben leborotválta a haját, és ezzel véget ért az "image is everything"-korszak. Ezt követően – pályafutása során először – elindult az Ausztrál Openen, és rögtön meg is nyerte, a döntőben 4 játszmás küzdelemben diadalmaskodott a rivális Pete Sampras ellen (4-6, 6-1, 7-6, 6-4). Az év során öt alkalommal találkozott Samprasszel döntőben, minden alkalommal kemény pályán, és ebből háromszor Agassi került ki győztesen (Ausztrál Open, Miami Masters, Canada Masters). A Cincinnati Mastersen is győzni tudott: ez volt a harmadik Masters-győzelme 1995-ben, összesen pedig már 7-nél járt.
Áprilisban már ő volt a világelső, és ezt a helyezést 30 héten át, novemberig őrizte. Ekkor érte el pályafutása leghosszabb kemény pályás veretlenségi sorozatát, amely 26 meccsen át tartott, és aminek végül a US Open döntőjében Sampras vetett véget (4-6, 3-6, 6-4, 5-7). Az évben összesen 7 tornát nyert, és ekkor volt a legjobb a győzelmi aránya, 72 mérkőzésen diadalmaskodott és mindössze 10-et veszített el. (Ez arányaiban jobb volt, mint Sampras addigi legjobb, 1994-es mutatója: 77 győzelem, 12 vereség.) Az év végén tagja volt a Davis-kupa-győztes amerikai csapatnak Oroszország ellen (bár a döntő-sorozatban nem lépett pályára), ekkor nyerte harmadik és egyben utolsó Davis-kupáját.
1996 az előző évekhez és a várakozásokhoz képest rosszabbul sikerült Agassi számára: egyetlen Grand Slam-döntőbe sem sikerült bejutnia (bár az Ausztrál Openen és a US Openen eljutott az elődöntőig, a Roland Garroson a második, Wimbledonban az első körben kiesett). Mégis sikerült egy nagy eredményt elérnie: az atlantai olimpián győzni tudott férfi egyesben – a döntőben a spanyol Sergi Bruguerát győzte le 3 játszmában: 6-2, 6-3, 6-1. Sikerült megvédenie továbbá Miamiban és Cincinnatiben a címét, ezzel már kilencre növelve Masters-címei számát.
1997 volt a karrierje mélypontja. Csuklósérülése kiújult, és az egész év során mindössze 24 meccset tudott játszani. Egyetlen komoly tornát sem nyert, és visszacsúszott a világranglista 141. helyére. Formahanyatlását összefüggésbe hozták Brooke Shields színésznővel létrejött féktelen kapcsolatával és házasságával is.
(~> meccsei: 1994,
'95,
'96,
'97)

### Lázadóból legenda

#### 1998
1998-ban ismét minden figyelmét a tenisznek szentelte. Nagyon komoly tréningbe fogott, a világranglista első 50 helyezettjén kívülieknek szánt Challenger-tornákon indult, és próbált feljebb jutni a ranglistán. Az egykori lázadóból egy barátságos, megfontolt sportolóvá vált, akire a fiatal játékosok elkezdtek felnézni. Győztes mérkőzései után bevezette azt a rítust, ami később a védjegye lett: a lelátó mind a négy része felé meghajolt, és két kézzel csókot dobott. Ebben az időszakban is nagy csatákat vívott a rivális Pete Samprasszel és Patrick Rafterrel. 

1998-ban 5 tornát nyert, és további 5-ben döntős volt, aminek köszönhetően a 141. helyről év végére a világranglista 6. helyezettje lett. Korábban még egyetlen játékosnak sem sikerült egy év alatt ekkora ugrással bekerülni a legjobb 10 közé.
(~> meccsei 1998-ban)

#### 1999
1999-ben beírta magát a tenisz nagy könyvébe, amikor 2 játszmás hátrányból nyerte meg a Roland Garros döntőjét az ukrán Andrij Medvegyev ellen (1-6, 2-6, 6-4, 6-3, 6-4). Ezzel ugyanis csatlakozott (Rod Laver, Fred Perry, Roy Emerson és Don Budge) négyeséhez, akik pályafutásuk során megnyerték mind a négy Grand Slam-tornát. Közülük is ő az első, akinek ez akkor sikerült, amikor már mind a 4 torna különböző borításon zajlott.
A Roland Garrost követően Wimbledonban is döntőbe jutott, ott azonban kikapott Samprastől (3-6, 4-6, 5-7). A US Opent viszont megnyerte, 2–1-es hátrányból fordított a döntőben Todd Martin ellen (6-4, 6-7, 6-7, 6-3, 6-2). Év végén már ő állt a világranglista élén. Ez volt karrierje során az egyetlen alkalom, hogy világelsőként zárta az évet, és ezzel vetett véget Sampras 6 éves sorozatának (1993–1998), ami az év végi világranglista-vezetést illeti.
(~> meccsei 1999-ben)

#### 2000
Agassi Ausztrál Open megnyerésével nyitotta 2000-et. Az elődöntőben találkozott Pete Samprasszel, akit öt szettben sikerült legyőznie, a döntőben pedig Jevgenyij Kafelnyikov volt az ellenfele (3-6, 6-3, 6-2, 6-4). Ő lett Rod Laver után (1969) az első teniszező, aki négy egymást követő Grand Slam-tornán bejutott a döntőbe (Roger Federer azóta túlteljesítette ezt: 2005 óta már nyolc egymást követő döntőbe jutott be). Agassi ebben a pillanatban a négy Grand Slam-tornából háromnak volt a címvédője. Rod Laver (1969, Grand Slam), Jimmy Connors (1974, három torna füves pályán) és Sampras (1993: Wimbledon, US Open, 1994: Ausztrál Open) után Agassi volt a negyedik, akinek ez sikerült. Federer azóta Connors és Sampras teljesítményét kétszer is meg tudta ismételni, 2004-ben és 2006-ban.
Wimbledonban Agassi az elődöntőig jutott, ahol Patrick Rafter öt szettben búcsúztatta, egy olyan meccsen, amit sokan minden idők egyik legjobb wimbledoni összecsapásának tartanak. A lisszaboni Tennis Masters Cup elődöntőjében legyőzte Marat Szafint, ezzel meghiúsítva az orosz reményeit, hogy minden idők legfiatalabb világelsőjévé váljon, de a döntőben kikapott Gustavo Kuertentől 4-6, 4-6, 4-6-ra, aki viszont a győzelmet követően világelső lett. Agassi a ranglista 6. helyezettjeként fejezte be az évet, ezzel ő lett az első férfi teniszező, aki három különböző évtizedben is évet tudott zárni a legjobb 10 között (1980-as évek: 1988: harmadik, 1989: hetedik; 1990-es évek: 1990: negyedik, 1991: tizedik, 1992: kilencedik, 1994, 1995: második, 1996: nyolcadik, 1998: hatodik, 1999: első; 2000-es évek: 2000: hatodik, 2001: harmadik, 2002: második, 2004: nyolcadik, 2005: hetedik helyezett).
(~> meccsei 2000-ben)

#### 2001
2001-ben megvédte a címét az Ausztrál Openen, a döntőben sima játszmákban verte a francia Arnaud Clément-t (6-4, 6-2, 6-2). Előtte azonban nem volt könnyű dolga, ötjátszmás meccsen jutott túl Patrick Rafteren (7-5, 2-6, 6-7, 6-2, 6-3), akinek ez volt az utolsó szereplése hazai Grand Slam-tornáján. Wimbledonban újra találkoztak az elődöntőben, ekkor azonban az ausztrál nyert egy újabb nehéz, ötszettes meccsen (6-2, 3-6, 6-3, 2-6, 6-8). A US Openen szintén nem sikerült döntőbe jutnia: a negyeddöntőben egy olyan meccsen kapott ki Pete Samprastől, amelyen egyikőjük sem vesztette el egyszer sem az adogatását: 7-6, 6-7, 6-7, 6-7. 
(~> meccsei 2001-ben)

#### 2002
2002 nagy csalódással kezdődött Agassi számára: sérülés miatt ki kellett hagynia az Ausztrál Opent, ahol pedig kétszeres címvédő volt. Ezt követően a Roland Garroson a negyeddöntőig, Wimbledonban csak a második körig jutott. A US Openen azonban ismét döntőben volt, de Sampras megint legyőzte (3-6, 4-6, 7-5, 4-6).  A meccs Agassi legutolsó összecsapása volt nagy riválisával – és Sampras profi karrierjének utolsó meccse. Egymás elleni mutatójuk 20-14 lett Sampras javára. 

Agassi US Open-döntője és győzelmei a Miami, Róma és Madrid Mastersen azt eredményezték, hogy Agassi 32 év 8 hónappal a legidősebb teniszező lett, aki valaha a világranglista 2. helyén évet zárt.
(~> meccsei 2002-ben)

#### 2003
2003-ban nyerte meg pályafutása nyolcadik, és egyben utolsó Grand Slam-címét. Legsikeresebb tornáján, az Ausztrál Openen a döntőben legyőzte a német Rainer Schüttlert három könnyű játszmában (6-2, 6-2, 6-1). 2003 márciusában megnyerte pályafutása hatodik (és sorozatban a harmadik) Miami Masters-címét, felülmúlva ezzel felesége, Steffi Graf teljesítményét (5 győzelem); és az itt sorozatban megnyert 18 meccsével megdöntötte Sampras 1993–1995 között felállított 17 meccses rekordját. (Agassi sorozata 20 meccsig folytatódott a következő évben, ekkor azonban Augustin Calleri megszakította.) 1990-ben, Agassi lett a Miami Masters legfiatalabb, 2003-ban a legidősebb győztese. Májusban, miután megnyerte a queensi füves tornát, 33 évével és 13 napjával ő lett minden idők legidősebb világelsője. 14 hétig sikerült a világranglista élén maradnia, az év további részében ugyanis sérülés sok tornáról vissza kellett lépnie. Ennek ellenére bejutott a US Open elődöntőjébe, ahol azonban Juan Carlos Ferrero nemcsak búcsúztatta, hanem ezzel a győzelmével a világelsőséget is megszerezte tőle. Az évzáró Tennis Masters Cup döntőjébe is bejutott, ez viszont Roger Federer győzelmével zárult. Az évet a világranglista 4. helyezettjeként fejezte be.
(~> meccsei 2003-ban)

#### 2004
2004-ben megnyerte a Cincinnati Masterst, ezzel Masters-győzelmei elérték a 17-et: ennyit senki nem nyert még előtte. A kilenc Masters-tornából pályafutása során hetet megnyert (csak Monte-Carlóban és Hamburgban nem sikerült győznie). Ő lett a Cincinnati Masters történetének második legidősebb győztese Ken Rosewall után (ő 1970-ben 35 évesen nyerte meg). A Grand Slam-tornákon nem sikerült döntőbe jutnia, de az Ausztrál Openen elődöntős, a US Openen negyeddöntős volt. 
(~> meccsei 2004-ben)

#### 2005
2005-ben az Ausztrál Open a negyeddöntővel ért véget Agassi számára: Roger Federer búcsúztatta. Az év során sok tornáról vissza kellett lépnie sérülés miatt. Ennek ellenére több tornán jó eredményeket ért el. Megnyert Los Angelesben egy tornát, majd a Canada Mastersen is bejutott a döntőbe, ahol Rafael Nadal verte meg. 

Az év azonban tartogatott még egy nagy meglepetést: a sérüléssel bajlódó Agassi egészen a döntőig menetelt a US Openen. Egészen hihetetlen teljesítményt hajtott végre: miután sima szettekben legyőzte Razvan Sabaut és Ivo Karlovicsot, négy játszmában Tomáš Berdychet, három ötjátszmás meccset játszott a döntőbe jutásért. A negyeddöntőben ráadásul két szett hátrányból kellett fordítania, és a döntő szettet tie-breakben nyerte meg James Blake ellen: 3-6, 3-6, 6-3, 6-3, 7-6(6). A döntőben a címvédő Federer volt az ellenfele, aki ötödik Grand Slam-címéért játszott. A meccset Federer nyerte meg négy játszmában: 6-3, 2-6, 7-6, 6-1. 

Az évzáró Tennis Masters Cup előtt Agassi megsérült: egy balesetben aláfordult a bokája, több ínszalagja elszakadt. Ennek ellenére úgy döntött, részt vesz a tornán, ahol harmadik kiemelt volt. Az első csoportkörös meccsén Nyikolaj Davigyenkóval játszott, de alig tudott mozogni, ezért miután sima játszmákban kikapott, visszalépett a tornáról. A versenyigazgatónak nem tetszett ez a döntés, mivel már többen visszaléptek korábban. 

Év végén Agassi a világranglista hetedik helyén állt, ez volt a 16. év, amit a legjobb 10 között tudott zárni, beállítva ezzel Jimmy Connors rekordját.
(~> meccsei 2005-ben)

### 2006: Egy korszak véget ér
Nem kezdődött jól a 2006-os év Agassi számára. Bokasérülése megint hátráltatta, és nem akart javulni a hát- és lábfájása sem. Az Australian Openen visszalépett bokasérülésére hivatkozva, majd ugyanezt volt kénytelen tenni az SAP Openen is. A Dubai Openen elindult, az első körben sikerült is legyőznie Greg Rusedskit, de a második fordulóban a német Björn Phautól kikapott. Ezt követően is több tornát kénytelen volt kihagyni, ezért végül úgy döntött, az egész salakos szezonban nem lép pályára, még a Roland Garroson sem. Ennek következtében azonban végleg kicsúszott a világranglista első 10 helyezettje közül. 

A Wimbledon előversenyének számító füves Queen's Club Championshipsre tért vissza, ám az első fordulóban kikapott a nagy formában játszó Tim Henman-től 6–4, 6–4-re. 

Wimbledonban 25-dik kiemeltként állt rajthoz, és már a torna előtt bejelentette, hogy ez lesz élete utolsó wimbledoni részvétele, és a US Open után vissza fog vonulni. Az első két fordulóban jól játszott, ám a harmadik körben a másodikként kiemelt Rafael Nadal három szettben búcsúztatta.

Ezt követően két kisebb tornán indult, de a torontói Canada Mastersről és Cincinnati Mastersről vissza kellett lépnie. A visszalépések miatt visszaesett a világranglistán a 47. helyre, ami azzal a következménnyel járt, hogy éppen lemaradt a US Openen a kiemelésről.
A US Openen rövid, de annál drámaibb menetelést követhetett figyelemmel a közönség, amely itt láthatta utoljára versenyezni hazai kedvencét. Agassi már hosszú idővel a bajnokság előtt bejelentette, hogy ez lesz élete utolsó tornája. 

Hátfájdalmai miatt minden egyes meccs előtt beinjekciózták, csak így tudott pályára lépni. Az első fordulóban ennek ellenére legyőzte a román Andrej Pavelt – utána saját elmondása szerint alig tudott lábra állni.
A következő ellenfél a nyolcadik helyen kiemelt ciprusi Márkosz Pagdatísz volt, aki a 2006-os ausztrál nyílt bajnokságon a döntőig jutott. 3 óra és 48 perc kellett Agassinak, hogy egy fantasztikus 5 játszmás mérkőzésen diadalmaskodjon (6-4, 6-4, 3-6, 5-7, 7-5).

Következő ellenfele a világranglista 112. helyén álló, német Benjamin Becker volt, aki a selejtezőből jutott a főtáblára, és soha nem nyert még ATP-tornát. A szombat estére tervezett meccs az esőzések miatt csúszott egy napot, ami nagyon jól jött Agassinak, hogy a háta kicsit regenerálódjon. Időközben honfitársa, James Blake egy olyan pólóban játszotta pénteki meccsét, amilyenben Agassi az 1990-es Roland Garros döntőjét. Ezzel akarta Blake kifejezni, hogy mennyire tiszteli Agassit, és mennyire sokat jelent neki.

Az egy nappal elhalasztott meccset végül vasárnap játszották, és bár Agassi végig hősiesen küzdött, nem sikerült nyernie (5-7, 7-6(4), 4-6, 5-7). 
(~> összes meccse 2006-ban)
Pályafutása utolsó mérkőzését követően a teniszstadionban 8 perces álló ováció volt, a tömeg őrjöngött, Agassi pedig a könnyeivel küzdött.

## Magánélete és családja
A 90-es évek elején randevúzgatott Barbra Streisanddal, majd egy pazar esküvőn feleségül vette a színésznő Brooke Shieldset. (1997. április 19.) A házasság sikertelennek bizonyult, így két évvel később, 1999. április 9-én elváltak.
Még a válás kimondása előtt randevúzni kezdett Steffi Graffal. 2001. október 22-én házasodtak össze az otthonukban, mindössze a két anya vett részt az esküvőn. 4 nappal később, október 26-án megszületett első gyermekük, Jaden Gil, aki 6 héttel korábban jött a világra, mint ahogy várni lehetett. Lányuk, Jaz Elle, 2003. október 3-án született.
Las Vegas, San Francisco, New York mind olyan városok, ahol a család rendelkezik lakással vagy házzal. Sőt, ez Németországra is igaz. Ezen kívül birtokukban van még egy 10-üléses magánrepülőgép is.

## Grand Slam-döntők (egyéni)
| Torna                  | 1986  | 1987  | 1988  | 1989  | 1990  | 1991  | 1992  | 1993  | 1994  | 1995  | 1996  | 1997  | 1998  | 1999  | 2000  | 2001  | 2002  | 2003  | 2004  | 2005  | 2006  | Nyert-vesztett | Karrier |
| ---------------------- | ----- | ----- | ----- | ----- | ----- | ----- | ----- | ----- | ----- | ----- | ----- | ----- | ----- | ----- | ----- | ----- | ----- | ----- | ----- | ----- | ----- | -------------- | ------- |
| Australian Open        | NH    | A     | A     | A     | A     | A     | A     | A     | A     | Gy    | 1/2D  | A     | 4k    | 4k    | Gy    | Gy    | A     | Gy    | 1/2D  | 1/4D  | A     | 48-5           | 4 / 9   |
| Roland Garros          | A     | 2k    | 1/2D  | 3k    | D     | D     | 1/2D  | A     | 2k    | 1/4D  | 2k    | A     | 1k    | Gy    | 2k    | 1/4D  | 1/4D  | 1/4D  | 1k    | 1k    | A     | 51-16          | 1 / 17  |
| Wimbledon              | A     | 1k    | A     | A     | A     | 1/4D  | Gy    | 1/4D  | 4k    | 1/2D  | 1k    | A     | 2k    | D     | 1/2D  | 1/2D  | 2k    | 4k    | A     | A     | 3k    | 46-13          | 1 / 14  |
| US Open                | 1k    | 1k    | 1/2D  | 1/2D  | D     | 1k    | 1/4D  | 1k    | Gy    | D     | 1/2D  | 4k    | 4k    | Gy    | 2k    | 1/4D  | D     | 1/2D  | 1/4D  | D     | 3k    | 79-19          | 2 / 21  |
| Nyert-vesztett meccsek | 0–1   | 1–3   | 10-2  | 7–2   | 12-2  | 10-3  | 16-2  | 4–2   | 11-2  | 22-3  | 11-4  | 3–1   | 7–4   | 23-2  | 14-3  | 20-3  | 11-3  | 19-3  | 9–3   | 10-3  | 4–2   | 224-53         | N/A     |
| Megnyert Grand Slamek  | 0 / 1 | 0 / 3 | 0 / 2 | 0 / 2 | 0 / 2 | 0 / 3 | 1 / 3 | 0 / 2 | 1 / 3 | 1 / 4 | 0 / 4 | 0 / 1 | 0 / 4 | 2 / 4 | 1 / 4 | 1 / 4 | 0 / 3 | 1 / 4 | 0 / 3 | 0 / 3 | 0 / 2 | N/A            | 8 / 61  |

### Győzelmek (8)
| Év   | Torna               | Ellenfél a döntőben   | A döntő eredménye       |
| 1992 | Wimbledon           | Goran Ivanišević      | 6–7, 6–4, 6–4, 1–6, 6–4 |
| 1994 | US Open             | Michael Stich         | 6–1, 7–6, 7–5           |
| 1995 | Australian Open     | Pete Sampras          | 4–6, 6–1, 7–6, 6–4      |
| 1999 | Roland Garros       | Andrij Medvegyev      | 1–6, 2–6, 6–4, 6–3, 6–4 |
| 1999 | US Open (2)         | Todd Martin           | 6–4, 6–7, 6–7, 6–3, 6–2 |
| 2000 | Australian Open (2) | Jevgenyij Kafelnyikov | 3–6, 6–3, 6–2, 6–4      |
| 2001 | Australian Open (3) | Arnaud Clément        | 6–4, 6–2, 6–2           |
| 2003 | Australian Open (4) | Rainer Schüttler      | 6–2, 6–2, 6–1           |

### Elvesztett döntők (7)
| Év   | Torna         | Ellenfél a döntőben | A döntő eredménye       |
| 1990 | Roland Garros | Andrés Gómez        | 3–6, 6–2, 4–6, 4–6      |
| 1990 | US Open       | Pete Sampras        | 4–6, 3–6, 2–6           |
| 1991 | Roland Garros | Jim Courier         | 6–3, 4–6, 6–2, 1–6, 4–6 |
| 1995 | US Open       | Pete Sampras        | 4–6, 3–6, 6–4, 5–7      |
| 1999 | Wimbledon     | Pete Sampras        | 3–6, 4–6, 5–7           |
| 2002 | US Open       | Pete Sampras        | 3–6, 4–6, 7–5, 4–6      |
| 2005 | US Open       | Roger Federer       | 3–6, 6–2, 6–7, 1–6      |

## Tennis Masters Cup
| Torna              | 1986 | 1987 | 1988 | 1989 | 1990 | 1991 | 1992 | 1993 | 1994 | 1995 | 1996 | 1997 | 1998 | 1999 | 2000 | 2001 | 2002 | 2003 | 2004 | 2005 | 2006 | Nyert-vesztett | Karrier |
| ------------------ | ---- | ---- | ---- | ---- | ---- | ---- | ---- | ---- | ---- | ---- | ---- | ---- | ---- | ---- | ---- | ---- | ---- | ---- | ---- | ---- | ---- | -------------- | ------- |
| Tennis Masters Cup | A    | A    | RR   | RR   | Gy   | 1/2D | A    | A    | 1/2D | A    | RR   | A    | RR   | D    | D    | RR   | RR   | D    | A    | RR   | A    | 22-20          | 1 / 13  |

### Megnyert döntő (1)
| Év   | A torna helyszíne | Ellenfél a döntőben | A döntő eredménye |
| 1990 | Frankfurt         | Stefan Edberg       | 5–7 7–6 7–5 6–2   |

### Elveszített döntők (3)
| Év   | A torna helyszíne | Ellenfél a döntőben | A döntő eredménye |
| 1999 | Hannover          | Pete Sampras        | 1–6, 5–7, 4–6     |
| 2000 | Lisszabon         | Gustavo Kuerten     | 4–6, 4–6, 4–6     |
| 2003 | Houston           | Roger Federer       | 3–6, 0–6, 4-6     |

## ATP Masters Series
| Torna                | 1986 | 1987 | 1988 | 1989 | 1990 | 1991 | 1992 | 1993 | 1994 | 1995 | 1996 | 1997 | 1998 | 1999 | 2000 | 2001 | 2002 | 2003 | 2004 | 2005 | 2006 | Nyert-vesztett | Karrier |
| -------------------- | ---- | ---- | ---- | ---- | ---- | ---- | ---- | ---- | ---- | ---- | ---- | ---- | ---- | ---- | ---- | ---- | ---- | ---- | ---- | ---- | ---- | -------------- | ------- |
| Indian Wells Masters | A    | A    | 1/2D | 1/4D | D    | 3k   | 3k   | 2k   | 2k   | D    | 1/4D | 1k   | 1/4D | A    | 1k   | Gy   | 1k   | A    | 1/2D | 1/4D | 3k   | 41-16          | 1 / 17  |
| Miami Masters        | A    | 1k   | 3k   | 1k   | Gy   | 4k   | 2k   | 4k   | D    | Gy   | Gy   | 2k   | D    | 2k   | 1/2D | Gy   | Gy   | Gy   | 4k   | 1/2D | A    | 63-13          | 6 / 19  |
| Monte Carlo Masters  | A    | A    | A    | A    | A    | 2k   | A    | A    | 1k   | A    | 3k   | A    | 2k   | A    | A    | A    | A    | A    | A    | A    | A    | 2–4            | 0 / 4   |
| Rome Masters         | A    | 2k   | 1/4D | D    | A    | 1k   | A    | A    | 2k   | A    | A    | A    | A    | 3k   | 3k   | 1k   | Gy   | 1k   | A    | 1/2D | A    | 33-10          | 1 / 11  |
| Hamburg Masters      | A    | A    | A    | A    | 3k   | A    | 2k   | A    | A    | 1/4D | A    | A    | A    | A    | A    | 2k   | A    | A    | A    | 1k   | A    | 5–5            | 0 / 5   |
| Canada Masters       | A    | A    | A    | 1/2D | 1/4D | 2k   | Gy   | 1/4D | Gy   | Gy   | A    | A    | 1/2D | 1/2D | 1k   | 1k   | A    | 1/4D | 2k   | D    | A    | 41-11          | 3 / 14  |
| Cincinnati Masters   | A    | A    | A    | A    | 3k   | 3k   | 3k   | 1/2D | A    | Gy   | Gy   | 1k   | 2k   | 1/2D | 2k   | 1k   | 1/4D | A    | Gy   | A    | A    | 31-10          | 3 / 13  |
| Madrid Masters1      | A    | A    | A    | 1/4D | 2k   | A    | A    | A    | 1/4D | 3k   | 1/4D | 1k   | 3k   | 1/2D | 3k   | 2k   | Gy   | A    | 1/2D | A    | A    | 21-11          | 1 / 12  |
| Paris Masters        | A    | A    | A    | A    | A    | A    | 2k   | A    | Gy   | A    | 2k   | A    | 1/4D | Gy   | A    | A    | 1/4D | A    | A    | A    | A    | 14-4           | 2 / 6   |

1A tornát 1994-ig Stockholmban, 1995-ben Essenben, 1996 és 2001 között pedig Stuttgartban tartották.

### Győzelmek (17)
| Év   | Torna          | Ellenfél a döntőben | A döntő eredménye        |
| 1990 | Miami          | Stefan Edberg       | 6-1, 6-4, 0-6, 6-2       |
| 1992 | Kanada         | Ivan Lendl          | 3-6, 6-2, 6-0            |
| 1994 | Kanada (2)     | Jason Stoltenberg   | 6-4, 6-4                 |
| 1994 | Párizs         | Marc Rosset         | 6-3, 6-3, 4-6, 7-5       |
| 1995 | Miami (2)      | Pete Sampras        | 3-6, 6-2, 7-6(3)         |
| 1995 | Kanada (3)     | Pete Sampras        | 3-6, 6-2, 6-3            |
| 1995 | Cincinnati     | Michael Chang       | 7-5, 6-2                 |
| 1996 | Miami (3)      | Goran Ivanišević    | 3-0 az ellenfél feladta  |
| 1996 | Cincinnati (2) | Michael Chang       | 7-6(4), 6-4              |
| 1999 | Párizs (2)     | Marat Szafin        | 7-6(1), 6-2, 4-6, 6-4    |
| 2001 | Miami (4)      | Jan-Michael Gambill | 7-6(4), 6-1, 6-0         |
| 2001 | Indian Wells   | Pete Sampras        | 7-6(5), 7-5, 6-1         |
| 2002 | Miami (5)      | Roger Federer       | 6-3, 6-3, 3-6, 6-4       |
| 2002 | Róma           | Tommy Haas          | 6-3 6-3 6-0              |
| 2002 | Madrid         | Jiří Novák          | az ellenfél visszalépett |
| 2003 | Miami (6)      | Carlos Moyà         | 6-3, 6-3                 |
| 2004 | Cincinnati (3) | Lleyton Hewitt      | 6-3, 3-6, 6-2            |

### Elvesztett döntők (6)
| Év   | Torna        | Ellenfél a döntőben | A döntő eredménye   |
| 1989 | Róma         | Alberto Mancini     | 3-6 6-4 6-2 6-7 1-6 |
| 1990 | Indian Wells | Stefan Edberg       | 4-6, 7-5, 6-7, 6-7  |
| 1994 | Miami        | Pete Sampras        | 7-5, 3-6, 3-6       |
| 1995 | Indian Wells | Pete Sampras        | 5-7, 3-6, 5-7       |
| 1998 | Miami        | Marcelo Ríos        | 5-7, 3-6, 4-6       |
| 2005 | Kanada       | Rafael Nadal        | 3-6, 6-4, 2-6       |

## Tornagyőzelmek

### Egyéni (60)
| Összesítés             |
| Grand Slam (8)         |
| ATP Masters torna (17) |
| ATP Tour (33)          |
| Tennis Masters Cup (1) |
| Olimpiai arany (1)     |

|     | Dátum               | Torna                           | Borítás | Ellenfél a döntőben   | Eredmény                 |
| 1.  | 1987. november 23.  | Itaparica, Brazília             | kemény  | Luiz Mattar           | 7–6 6–2                  |
| 2.  | 1988. február 15.   | Memphis, USA                    | kemény  | Mikael Pernfors       | 6–4 6–4 7–5              |
| 3.  | 1988. április 25.   | Charleston, USA                 | salak   | Jimmy Arias           | 6–2 6–2                  |
| 4.  | 1988. május 2.      | Forest Hills, USA               | salak   | Slobodan Živojinović  | 7–5 7–6 7–5              |
| 5.  | 1988. július 11.    | Stuttgart Outdoors, Németország | salak   | Andrés Gómez          | 6–4 6–2                  |
| 6.  | 1988. július 25.    | Stratton, USA                   | kemény  | Paul Annacone         | 6–2 6–4                  |
| 7.  | 1988. augusztus 15. | Livingston, USA                 | kemény  | Jeff Tarango          | 6–2 6–4                  |
| 8.  | 1989. október 2.    | Orlando, Florida, USA           | kemény  | Brad Gilbert          | 6–2 6–1                  |
| 9.  | 1990. február 5.    | San Francisco, USA              | szőnyeg | Todd Witsken          | 6–1 6–3                  |
| 10. | 1990. március 12.   | Key Biscayne, USA               | kemény  | Stefan Edberg         | 6–1 6–4 6 6–2            |
| 11. | 1990. július 16.    | Washington, USA                 | kemény  | Jim Grabb             | 6–1 6–4                  |
| 12. | 1990. november 12.  | Tour Championships, Frankfurt   | szőnyeg | Stefan Edberg         | 5–7 7–6 7–5 6–2          |
| 13. | 1991. április 1.    | Heathrow, Florida, USA          | kemény  | Derrick Rostagno      | 6–2 1–6 6–3              |
| 14. | 1991. július 15.    | Washington, USA                 | kemény  | Petr Korda            | 6–3 6–4                  |
| 15. | 1992. április 27.   | Atlanta, USA                    | salak   | Pete Sampras          | 7–5 6–4                  |
| 16. | 1992. június 22.    | Wimbledon                       | fű      | Goran Ivanišević      | 6–7 6–4 6–4 1–6 6–4      |
| 17. | 1992. július 20.    | Toronto, Kanada                 | kemény  | Ivan Lendl            | 3–6 6–2 6–0              |
| 18. | 1993. február 1.    | San Francisco, USA              | kemény  | Brad Gilbert          | 6–2 6–7 6–2              |
| 19. | 1993. február 22.   | Scottsdale, USA                 | kemény  | Marcos Ondruska       | 6–2 3–6 6–3              |
| 20. | 1994. február 2.    | Scottsdale, USA                 | kemény  | Luiz Mattar           | 6–4 6–3                  |
| 21. | 1994. július 25.    | Toronto, Kanada                 | kemény  | Jason Stoltenberg     | 6–4 6–4                  |
| 22. | 1994. augusztus 29. | US Open                         | kemény  | Michael Stich         | 6–1 7–6 7–5              |
| 23. | 1994. október 17.   | Bécs, Ausztria                  | szőnyeg | Michael Stich         | 7–6 4–6 6–2 6–3          |
| 24. | 1994. október 31.   | Párizs, Franciaország           | szőnyeg | Marc Rosset           | 6–3 6–3 4–6 7–5          |
| 25. | 1995. január 16.    | Australian Open                 | kemény  | Pete Sampras          | 4–6 6–1 7–6 6–4          |
| 26. | 1995. február 6.    | San Jose, USA                   | kemény  | Michael Chang         | 6–2 1–6 6–3              |
| 27. | 1995. március 13.   | Key Biscayne, USA               | kemény  | Pete Sampras          | 3–6 6–2 7–6              |
| 28. | 1995. július 17.    | Washington, USA                 | kemény  | Stefan Edberg         | 6–4 2–6 7–5              |
| 29. | 1995. július 24.    | Montreal, Kanada                | kemény  | Pete Sampras          | 3–6 6–2 6–3              |
| 30. | 1995. augusztus 7.  | Cincinnati, USA                 | kemény  | Michael Chang         | 7–5 6–2                  |
| 31. | 1995. augusztus 14. | New Haven, USA                  | kemény  | Richard Krajicek      | 3–6 7–6 6–3              |
| 32. | 1996. március 18.   | Key Biscayne, USA               | kemény  | Goran Ivanišević      | 3–0 az ellenfél feladta  |
| 33. | 1996. július 22.    | Nyári Olimpia, Atlanta, USA     | kemény  | Sergi Bruguera        | 6–2 6–3 6–1              |
| 34. | 1996. augusztus 5.  | Cincinnati, USA                 | kemény  | Michael Chang         | 7–6 6–4                  |
| 35. | 1998. február 9.    | San Jose, USA                   | kemény  | Pete Sampras          | 6–2 6–4                  |
| 36. | 1998. március 2.    | Scottsdale, USA                 | kemény  | Jason Stoltenberg     | 6–4 7–6                  |
| 37. | 1998. július 20.    | Washington, USA                 | kemény  | Scott Draper          | 6–2 6–0                  |
| 38. | 1998. július 27.    | Los Angeles, USA                | kemény  | Tim Henman            | 6–4 6–4                  |
| 39. | 1998. október 19.   | Ostrava                         | szőnyeg | Jan Kroslak           | 6–2 3–6 6–3              |
| 40. | 1999. április 5.    | Hongkong                        | kemény  | Boris Becker          | 6–7 6–4 6–4              |
| 41. | 1999. május 24.     | Roland Garros                   | salak   | Andrij Medvegyev      | 1–6 2–6 6–4 6–3 6–4      |
| 42. | 1999. augusztus 16. | Washington, USA                 | kemény  | Jevgenyij Kafelnyikov | 7–6 6–1                  |
| 43. | 1999. augusztus 30. | US Open                         | kemény  | Todd Martin           | 6–4 6–7 6–7 6–3 6–2      |
| 44. | 1999. november 1.   | Párizs, Franciaország           | szőnyeg | Marat Szafin          | 7–6 6–2 4–6 6–4          |
| 45. | 2000. január 17.    | Australian Open                 | kemény  | Jevgenyij Kafelnyikov | 3–6 6–3 6–2 6–4          |
| 46. | 2001. január 15.    | Australian Open                 | kemény  | Arnaud Clément        | 6–4 6–2 6–2              |
| 47. | 2001. március 12.   | Indian Wells, USA               | kemény  | Pete Sampras          | 7–6 7–5 6–1              |
| 48. | 2001. március 19.   | Key Biscayne, USA               | kemény  | Jan-Michael Gambill   | 7–6 6–1 6–0              |
| 49. | 2001. július 23.    | Los Angeles, USA                | kemény  | Pete Sampras          | 6–4 6–2                  |
| 50. | 2002. március 4.    | Scottsdale, USA                 | kemény  | Juan Balcells         | 6–2 7–6                  |
| 51. | 2002. március 18.   | Key Biscayne, USA               | kemény  | Roger Federer         | 6–3 6–3 3–6 6–4          |
| 52. | 2002. május 6.      | Róma, Olaszország               | salak   | Tommy Haas            | 6–3 6–3 6–0              |
| 53. | 2002. július 22.    | Los Angeles, USA                | kemény  | Jan-Michael Gambill   | 6–2 6–4                  |
| 54. | 2002. október 14.   | Madrid, Spanyolország           | kemény  | Jiří Novák            | az ellenfél visszalépett |
| 55. | 2003. január 13.    | Australian Open                 | kemény  | Rainer Schüttler      | 6–2 6–2 6–1              |
| 56. | 2003. február 10.   | San Jose, USA                   | kemény  | Davide Sanguinetti    | 6–3 6–1                  |
| 57. | 2003. március 17.   | Key Biscayne, USA               | kemény  | Carlos Moyà           | 6–3 6–3                  |
| 58. | 2003. április 21.   | Houston, USA                    | salak   | Andy Roddick          | 3–6 6–3 6–4              |
| 59. | 2004. augusztus 2.  | Cincinnati, USA                 | kemény  | Lleyton Hewitt        | 6–3 3–6 6–2              |
| 60. | 2005. július 31.    | Los Angeles, USA                | kemény  | Gilles Muller         | 6–4 7–5                  |

### Páros (1)
|    | Dátum               | Torna           | Borítás | Partner    | Ellenfelek a döntőben     | Eredmény |
| 1. | 1993. augusztus 16. | Cincinnati, USA | kemény  | Petr Korda | Stefan Edberg Henrik Holm | 7–6 6–4  |

## Önéletrajza magyarul
- Open. Önéletrajz; ford. Szabados Tamás; Könyvmolyképző, Szeged, 2010